# Garnizony Korpusu Ochrony Pogranicza
Garnizony Korpusu Ochrony Pogranicza −  wykaz miejscowości będących garnizonami Korpusu Ochrony Pogranicza I i II typu ujętych w piśmie dowódcy KOP L.4221/Tj.og.org/36 z 23 IX 1936 roku i utworzonych po tej dacie rozkazem dowódcy KOP.
Garnizonem KOP była miejscowość, w którym stacjonowała co najmniej kompania graniczna KOP.

## Garnizony KOP
- Bakszty Małe − batalion KOP „Krasne” − Brygada KOP „Wilno”
- Baranowicze − typ II − Brygada KOP „Nowogródek”
- Bereźne − batalion KOP „Bereźne” − Brygada KOP „Polesie”
- Białowiż − batalion KOP „Rokitno” − Brygada KOP „Polesie”
- Białozórka − batalion KOP „Dederkały” − Brygada KOP „Wołyń”
- Bielczaki − batalion KOP „Bereźne” − Brygada KOP „Polesie”
- Borowe − batalion KOP „Bereźne” − Brygada KOP „Polesie”
- Borszczów − batalion KOP „Borszczów” − Brygada KOP „Podole”
- Boryszkowice − batalion KOP „Borszczów” − Brygada KOP „Podole”[a]
- Bryckie − batalion KOP „Krasne” − Brygada KOP „Wilno”
- Budsław − batalion KOP „Budsław” − Brygada KOP „Wilno”
- Bystrzyce − Brygada KOP „Polesie”
- Chominka − batalion KOP „Kleck” − Brygada KOP „Nowogródek”
- Ćwiecino − batalion KOP „Łużki” − Brygada KOP „Wilno”
- Czortków − Brygada KOP „Podole”
- Dawidgródek − batalion KOP „Dawidgródek” − Brygada KOP „Polesie”
- Dederkały − batalion KOP „Dederkały” − Brygada KOP „Wołyń”
- Dołhinów − batalion KOP „Budsław” − Brygada KOP „Wilno”
- Dokszyce − batalion KOP „Budsław” − Brygada KOP „Wilno”
- Druja − batalion KOP „Słobódka” − Brygada KOP „Wilno”
- Druskieniki − batalion KOP „Orany” − Brygada KOP „Grodno”
- Dubrowa − batalion KOP „Krasne” − Brygada KOP „Wilno”
- Dukszty − batalion KOP „Nowe Świeciany” − Brygada KOP „Wilno”
- Dundery[b] − batalion KOP „Słobódka” − Brygada KOP „Wilno”
- Dziwniki[c] − batalion KOP „Podświle” − Brygada KOP „Wilno”
- Filipów − batalion KOP „Suwałki” − Brygada KOP „Grodno”
- Głębokie-Berezwecz − Brygada KOP „Wilno”
- Grabów − batalion KOP „Sienkiewicze” − Brygada KOP „Polesie”
- Grodno − Brygada KOP „Grodno”
- Gudulin[d] − batalion KOP „Niemenczyn” − Brygada KOP „Wilno”
- Hancewicze − batalion KOP „Ludwikowo” − Brygada KOP „Polesie”
- Hawrylczyce − batalion KOP „Ludwikowo” − Brygada KOP „Polesie”
- Hłuboczek − batalion KOP „Ostróg” − Brygada KOP „Wołyń”
- Hnieździłów − batalion KOP „Budsław” − Brygada KOP „Wilno”
- Hnilice − batalion KOP „Skałat” − Brygada KOP „Podole”
- Hołny Wolmera − batalion KOP „Sejny” − Brygada KOP „Grodno”
- Hołyczówka − batalion KOP „Hoszcza” − Brygada KOP „Wołyń”
- Hoszcza − batalion KOP „Hoszcza” − Brygada KOP „Wołyń”
- Ignalino − batalion KOP „Nowe Święciany” − Brygada KOP „Wilno”
- Iwieniec − batalion KOP „Iwieniec” − Brygada KOP „Nowogródek”
- Kalety − batalion KOP „Sejny” − Brygada KOP „Grodno”
- Kałaharówka − batalion KOP „Skałat” − Brygada KOP „Podole”
- Kleck − batalion KOP „Kleck” − Brygada KOP „Nowogródek”
- Kociubińczyki − batalion KOP „Kopiczyńce” − Brygada KOP „Podole”
- Kołki − batalion KOP „Dawidgródek” − Brygada KOP „Polesie”
- Kołosowo − batalion KOP „Stołpce” − Brygada KOP „Nowogródek”
- Kołtyniany − batalion KOP „Nowe Święciany” − Brygada KOP „Wilno”
- Kopyczyńce − batalion KOP „Kopyczyńce” − Brygada KOP „Podole”
- Korolówka − batalion KOP „Borszczów” − Brygada KOP „Podole”[a]
- Korzec − batalion KOP „Hoszcza” − Brygada KOP „Wołyń”
- Kozaczyzna − batalion KOP „Nowe Święciany” − Brygada KOP „Wilno”
- Krasne − batalion KOP „Krasne” − Brygada KOP „Wilno”
- Krzyżówka − batalion KOP „Podświle” − Brygada KOP „Wilno”
- Kudryńce − batalion KOP „Borszczów” − Brygada KOP „Wilno”
- Kurchany − batalion KOP „Ostróg” − Brygada KOP „Wołyń”
- Lenin − batalion KOP „Sienkiewicze” − Brygada KOP „Polesie”
- Leonpol − batalion KOP „Łużki” − Brygada KOP „Wilno”
- Lewacze − batalion KOP „Bereźne” − Brygada KOP „Podlasie”
- Lubieniec − batalion KOP „Kleck” − Brygada KOP „Nowogródek”
- Ludwikowo − batalion KOP „Ludwikowo” − Brygada KOP „Polesie”
- Ludwipol − batalion KOP „Bereźne” − Brygada KOP „Polesie”
- Łachwa − Brygada KOP „Polesie”
- Łanowice − batalion KOP „Dederkały” − Brygada KOP „Wołyń”
- Łuck − Brygada KOP „Wołyń”
- Łużki − batalion KOP „Łużki” − Brygada KOP „Wilno”
- Malinów − batalion KOP „Dederkały” − Brygada KOP „Wołyń”
- Małaszki − batalion KOP „Łużki” − Brygada KOP „Wilno”
- Marcinkańce − batalion KOP „Orany” − Brygada KOP „Grodno”
- Merlińskie Futory − batalion KOP „Dawidgródek” − Brygada KOP „Polesie”
- Mielnica[e]
- Mieżany − batalion KOP „Słobódka” − Brygada KOP „Wilno”
- Mikołajewszczyzna − batalion KOP „Stołpce” − Brygada KOP „Nowogródek”
- Mizocz − batalion KOP „Ostróg” − Brygada KOP „Wołyń”
- Niemenczyn − batalion KOP „Niemenczyn” − Brygada KOP „Wilno”
- Niewirków − batalion KOP „Hoszcza” − Brygada KOP „Wołyń”
- Nowe Święciany − batalion KOP „Nowe Święciany” − Brygada KOP „Wilno”
- Nowe Troki − batalion KOP „Troki” − Brygada KOP „Wilno”
- Nowomalin − batalion KOP „Ostróg” − Brygada KOP „Wołyń”
- Olhomel[f] − batalion KOP „Dawigródek” − Brygada KOP „Polesie”
- Olkieniki − batalion KOP „Orany” − Brygada KOP „Grodno”
- Olkowicze − batalion KOP „Budsław” − Brygada KOP „Wilno”
- Orany − batalion KOP „Orany” − Brygada KOP „Grodno”
- Orniany − batalion KOP „Niemenczyn” − Brygada KOP „Wilno”
- Osowiec −
- Osowik − batalion KOP „Skałat” − Brygada KOP „Podole”
- Ostki − batalion KOP „Rokitno” − Brygada KOP „Polesie”
- Ostróg − batalion KOP „Ostróg” − Brygada KOP „Wołyń”
- Pieszczaniki − batalion KOP „Sienkiewicze” − Brygada KOP „Polesie”
- Podświle − batalion KOP „Podświle” − Brygada KOP „Wilno”
- Podwołoszczyska − batalion KOP „Skałat” − Brygada KOP „Podole”
- Porzecze − batalion KOP „Orany” − Brygada KOP „Grodno”
- Prozoroki − batalion KOP „Podświle” − Brygada KOP „Wilno”
- Puńsk − batalion KOP „Sejny” − Brygada KOP „Grodno”
- Rachowicze − batalion KOP „Ludwikowo” − Brygada KOP „Polesie”[a]
- Raków − batalion KOP „Iwieniec” − Brygada KOP „Nowogródek”
- Rokitno − batalion KOP „Rokitno” − Brygada KOP „Polesie”
- Rubieżewicze − batalion KOP „Stołpce” − Brygada KOP „Nowogródek”
- Rudziszki − batalion KOP „Troki” − Brygada KOP „Wilno”
- Rykonty − batalion KOP „Troki” − Brygada KOP „Wilno”
- Sapożyn − batalion KOP „Troki” − Brygada KOP „Wilno”
- Sarny − Brygada KOP „Polesie”
- Sejny − batalion KOP „Sejny” − Brygada KOP „Grodno”
- Siełowicze − batalion KOP „Stołpce” − Brygada KOP „Nowogródek”
- Sienkiewicze − batalion KOP „Sienkiewicze” − Brygada KOP „Polesie”
- Skała − batalion KOP „Kopyczyńce” − Brygada KOP „Podole”
- Skałat − batalion KOP „Skałat” − Brygada KOP „Podole”
- Słobódka − batalion KOP „Słobódka” − Brygada KOP „Wilno”
- Smolicze − batalion KOP „Kleck” − Brygada KOP „Nowogródek”
- Snów − batalion KOP „Snów” − Brygada KOP „Nowogródek”
- Szrubiszki − batalion KOP „Niemenczyn” − Brygada KOP „Wilno”
- Stasiewszczyzna − batalion KOP „Iwieniec” − Brygada KOP „Nowogródek”
- Stolin − batalion KOP „Dawidgródek” − Brygada KOP „Polesie”
- Stołpce − batalion KOP „Stołpce” − Brygada KOP „Nowogródek”
- Suwałki − batalion KOP „Suwałki” − Brygada KOP „Grodno”
- Toki − batalion KOP „Skałat” − Brygada KOP „Podole”
- Turylcze − batalion KOP „Borszczów” − Brygada KOP „Podole”
- Wilejka − Brygada KOP „Wilno”
- Wilno − Brygada KOP „Wilno”
- Wiżajny − batalion KOP „Sejny” − Brygada KOP „Grodno”
- Wojtkowicze − batalion KOP „Rokitno” − Brygada KOP „Polesie”
- Wójtowo − batalion KOP „Orany” − Brygada KOP „Grodno”
- Wołożyn − Brygada KOP „Nowogródek”
- Wysiłek − batalion KOP „Ludwikowo” − Brygada KOP „Polesie”
- Zaleszczyki[e]
- Zebrzydowszczyzna − batalion KOP „Iwieniec” − Brygada KOP „Nowogródek”
- Żytyń − batalion KOP „Żytyń” − Brygada KOP „Wołyń”